# Antônio Frederico Cardoso de Meneses
Antônio Frederico Cardoso de Menezes, o advogado, foi um dos mais populares musicistas do segundo império como pianista e compositor de música para o teatro de revista.

## Obras
- 3ª Serenata
- A Gazetinha (Polca Brilhante)
- A Gruta dos Pássaros (4 mãos)
- A Marselhesa dos escravos
- Aida (Fantasia Brilhante)
- All right (Op. 21) (Ao seu amigo Alfredo Bevilacqua)
- Baile dos Pirilampos (Mazurca)
- Borghi-Mamo (Valsa)
- Branca Rosa (poesia de Luís Guimarães Junior) (Recitativo)
- Caridade na sombra (Grande valsa)
- Carlos Gomes
- Celeste
- Colibri ou Beija-flor
- Dinorah (Fantasia Brilhante)
- Dom Carlos (Fantasia Brilhante)
- Flor de espuma (Polca)
- Flor de Neve (Recitativo)
- Il Re de Lahore (Quadrilha Brilhante)
- Impromptu-melodique
- Instantanée (Mazurca)
- Lacrymosa (Romance sem palavras)
- Languida (Valsa)
- Mocinha (Polca)
- Nazareth (Polka Tango)
- O Gênio do Fogo (Valsa)
- O Propheta (Fantasia Brilhante)
- Onde está o gatos?
- Ondina (Polca)
- Os Canários (Op. 55) (4 mãos)
- Os Rouxinóis (4 mãos)
- Os Rouxinóis (Polca Brilhante)
- Pensa (Romance sem palavras)
- Pensamento elegíaco
- Polca das Crianças
- Polca das velhas
- Pourquoi (Grande Mazurca)
- Queixosa (Polca)
- Raio de sol (Valsa)
- Rapelle-toi (Romance)
- Salvator Rosa (Fantasia Brilhante)
- Saudosa (Mazurca)
- Tem par para esta? (Quadrilha)
- Valsa da Aurora
- Yo me muero! (Tango)